# Опавски, Река
Река Опавски (венг. Réka Opavszky; род. 23 августа 2003) — венгерская гребчиха на каноэ, серебряный призёр чемпионата мира 2021 года, двукратный серебряный призёр чемпионата Европы 2025 года.

## Карьера
В Копенгагене, на чемпионате мира 2021 года, который состоялся сразу же после Олимпийских игр, Река в смешанных каноэ-четвёрках на дистанции 500 метров в составе Венгрии завоевала серебряную медаль.
В 2025 году на чемпионате Европы, который прошёл в Рачице, в каноэ-одиночках на дистанции 500 метров стала обладательницей серебряной медали. В смешанных каноэ-четвёрках на дистанции 500 метров в составе Венгрии также стала серебряным призёром.